# Торновка
Торновка (баш. Торновка) — деревня в Благовещенском районе Республики Башкортостан Российской Федерации. Входит в состав Изяковского сельсовета.

## История
До 10 сентября 2007 года называлась деревней Николаевкой.

## География

### Географическое положение
Расстояние до:
- районного центра (Благовещенск): 24 км,
- центра сельсовета (Верхний Изяк): 1 км,
- ближайшей ж/д станции (Загородная): 17 км.

## Население
| 2002 | 2009 | 2010 |
| ---- | ---- | ---- |
| 13   | ↘10  | ↗22  |